# Villa dei Casoni
La Villa dei Casoni (o Villa romana dei Casoni o più comunemente detta Villa di Varrone) è ciò che resta di una villa romana d'epoca repubblicana situata nel comune di Montopoli di Sabina, nella frazione di Bocchignano.

## Descrizione
I ruderi della villa detta di Varrone sono raggiungibili sia da Poggio Mirteto che da Bocchignano. La villa è stata descritta da Guattani nel suo 3º volume dedicato ai monumenti sabini, fu poi descritta ampiamente anche da Ercole Nardi nel suo manoscritto “Ruderi delle ville romano sabine nei dintorni di Poggio Mirteto".
La villa è stata edificata in epoca repubblicana presumibilmente su un preesistente villaggio sabino, come sembrerebbero testimoniare le tracce di opus poligonale e quadratum. Essa è rialzata di circa sei metri rispetto al piazzale antistante al ninfeo, ove è presente una struttura circolare identificata con una piscina. Del piano abitativo restano solo le fondamenta delle stanze tra cui l'atrio con ai lati una coppia di cubicole (le camere da letto dei Romani), dall'atrio era possibile accedere a delle stanze identificabili con delle biblioteche una greca e una latina; inoltre era possibile accedere, attraverso un posticum, il Peristilio. Ad est è possibile osservare un altro gruppo di stanze, stavolta ad uso perlopiù rustico, infatti da un'esedra (una stanza di passaggio), era possibile accedere all'horreum (il magazzino delle granaglie), dove erano presenti degli scalini che conducevano al criptoportico sottostante e ad una stanza che secondo alcuni aveva la funzione di officina, luogo in cui si trasformavano i prodotti grezzi in prodotti destinati alla vendita. Il ninfeo con nove nicchie è in opus reticolatum, aggiunto successivamente nel I secolo per dare monumentalità alla struttura, appartenuta senza dubbio a un personaggio facoltoso per il rinvenimento di marmi, mosaici e intonaci policromi affrescati.
La Villa dei Casoni possiede uno dei criptoportici più conservati di tutta la Sabina, esso è a forma di “L" e lungo 50 m., prendeva luce da aperture a bocca di lupo e collegava, come già detto precedentemente, il magazzino delle granaglie (horreum) tramite delle scalette, al criptoportico e di conseguenza al piazzale sottostante, che probabilmente fungeva da giardino.
Inoltre, nei pressi della villa, in direzione nord, è presente un rudere identificato con una fontana romana (fons), probabilmente usata a scopo ornamentale. Non molto lontano dai resti di fondamenta delle stanze descritte precedentemente, sono presenti altri resti frammentari di altre stanze non identificate e lungo il perimetro del piazzale sottostante sono presenti dei resti di mura terminanti con un'esedra semicircolare di cui restano poche tracce.
Essa è conosciuta, non si sa bene a quale titolo documentabile come la “Villa di Terenzio Varrone" (116-27 a.C.), erudito che ebbe da Cesare il compito di organizzare la prima biblioteca della repubblica di Roma. Fu l'autore di circa 70 opere sui più vari campi del sapere tra le quali spiccano le “Antiquitates Rerum Umanarum et Divinarum Libri XLI"; e “Disciplinarum Libri Novem", entrambe giunte in frammenti. L'opera sua più studiata e conosciuta è “De re rustica" in tre libri giuntici per intero, opera in cui sono presenti dei riferimenti indiretti alla Villa dei Casoni, il quale parla di una sua zia Terenzia che, al XXIV miglio della Salaria (quindi all'altezza di Cures) possedeva una villa con una tenuta non molto prospera. Cosicché ella vi installò un allevamento di tordi ( o forse colombacci o di una varietà allevabile di merli) con il quale riusciva a produrre redditi doppi rispetto a quelli ottenibili con un intero fondo. Tanto che in una sola occasione poté ricavarne 60.000 sesterzi per aver venduto in blocco 5000 uccelli nell'occasione del banchetto in onore del trionfo di Quinto Cecilio Metello Pio Scipione.
Dai recenti scavi effettuati in loc. Acquaviva, vicino Nerola, sono emersi i ruderi di una villa romana del II sec.a.C.-I secolo d.C. in cui sono presenti i resti di un doliarum (una zona dedicata alla conservazione dei doli e del suo contenuto), di un candelabro bronzeo e un'uccellaia per l'allevamento avicolo, rispettando di più la descrizione fornitaci da Varrone.